# Salvatore Caci
Salvatore Caci (* 21. Oktober 1976 in Köln; † 3. Oktober 2017) war ein italienischer Schauspieler und Schauspielagent.

## Leben
Salvatore Caci wuchs als Sohn sizilianischer Immigranten mit fünf Geschwistern in Köln auf. Nach seinem Fachabitur absolvierte er von 1994 bis 1997 eine Ausbildung zum Versicherungskaufmann bei der Allianz Versicherungs-AG in Köln. 1997 stand er das erste Mal auf der Bühne und spielte im Spielballtheater in Köln die Hauptrolle in Crash. Nachdem er festgestellt hatte, dass die Versicherungsbranche ihm nicht lag, konzentrierte er sich auf die Schauspielerei und nahm mehrere Jahre Schauspielunterricht. Zu seinen Schauspiellehrern zählten unter anderem Laura Tassi, Wladimir Matuchin und Christoph Hilger. 
1999 stand er das erste Mal vor der Kamera, für die ARD-Serie City Express in einer Episodenhauptrolle unter der Regie von Cornelia Dohrn. Neben der Schauspielerei begann er im Februar 2007 seine Tätigkeit als Leiter einer Schauspielagentur in Hürth, weil er der Auffassung war, dass in Deutschland zu wenig Rollen für Schauspieler mit Migrationshintergrund angeboten werden. 2009 machte er sich mit der Agentur Caci in Köln selbständig und betreute seitdem deutsche sowie bilinguale Schauspieler bundesweit für die Bereiche Film, Fernsehen und Werbung.
Caci starb am 3. Oktober 2017 nach kurzer Krankheit. Caci wurde am 9. Oktober 2017 auf dem Friedhof Mülheim in Köln beigesetzt.

## Filmografie (Auswahl)
- 1999: City Express (TV)
- 1999: SK-Babies (TV)
- 2000: TV Kaiser (TV)
- 2001: Höllische Nachbarn (TV)
- 2001: Die Wache (TV)
- 2002: Michelangelo Caravaggio (TV)
- 2002: Anwälte der Toten (TV)
- 2002: Streit um drei (TV)
- 2002: Nikola (TV)
- 2003: Aktenzeichen XY Ungelöst (TV)[3]
- 2003: Nesthocker – Familie zu verschenken (TV)
- 2004: Lindenstraße (TV)
- 2005: Die Anrheiner (TV)
- 2006: Griechenmord (TV)
- 2008: Wettraub (TV)
- 2009: Falsch 200 (TV)
- 2009: 4 Singles (TV)
- 2010: Aktenzeichen XY (TV)
- 2011: Schmidt & Schmitt – Wir ermitteln in jedem Fall (TV)
- 2011: SOKO-Köln (TV)
- 2012: Idiotentest (TV-Spielfilm)
- 2013: Ein Fall für die Anrheiner (TV)
- 2015: Lindenstraße (TV)